# Sophia Dennis
Sophia Dennis (ur. 2 września 1976) – australijska judoczka.
Brązowa medalistka mistrzostw Oceanii w 2003 i 2004. Trzecia na mistrzostwach Australii w 2003 i 2004 roku.